# 晃石山
晃石山（てるいしさん）は、栃木県栃木市にある山である。

## 概要
標高419.1m。太平山とは尾根続きとなっている。

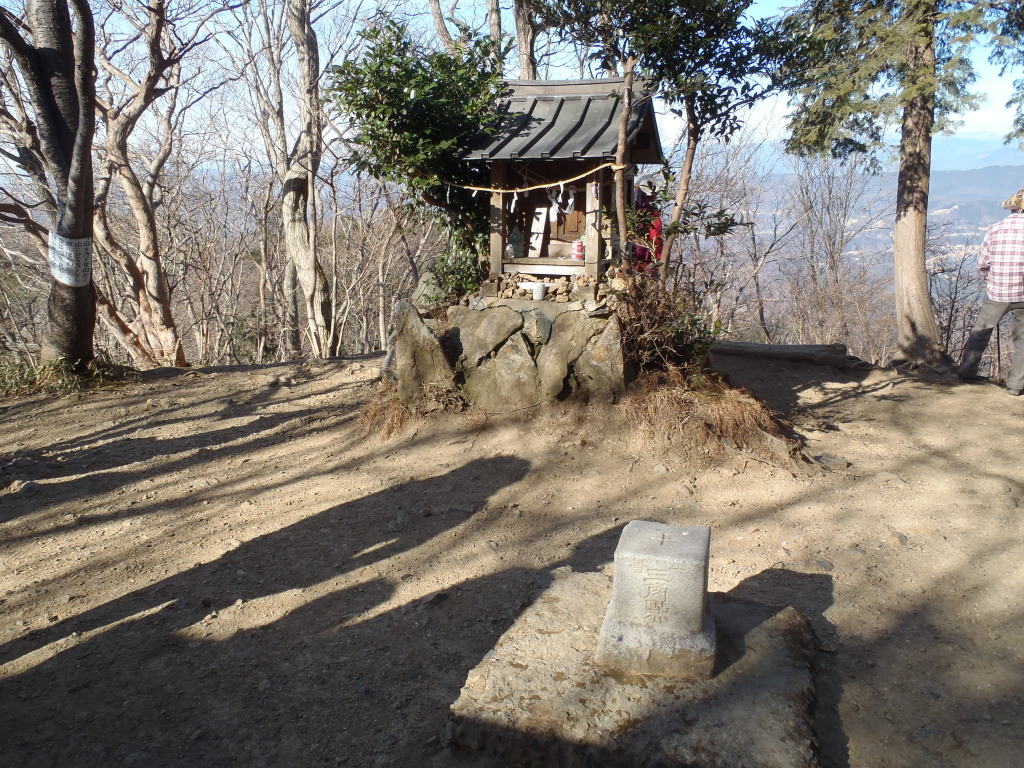
山頂の祠と三角点

南麓には大平町ぶどう団地がある。

## ギャラリー

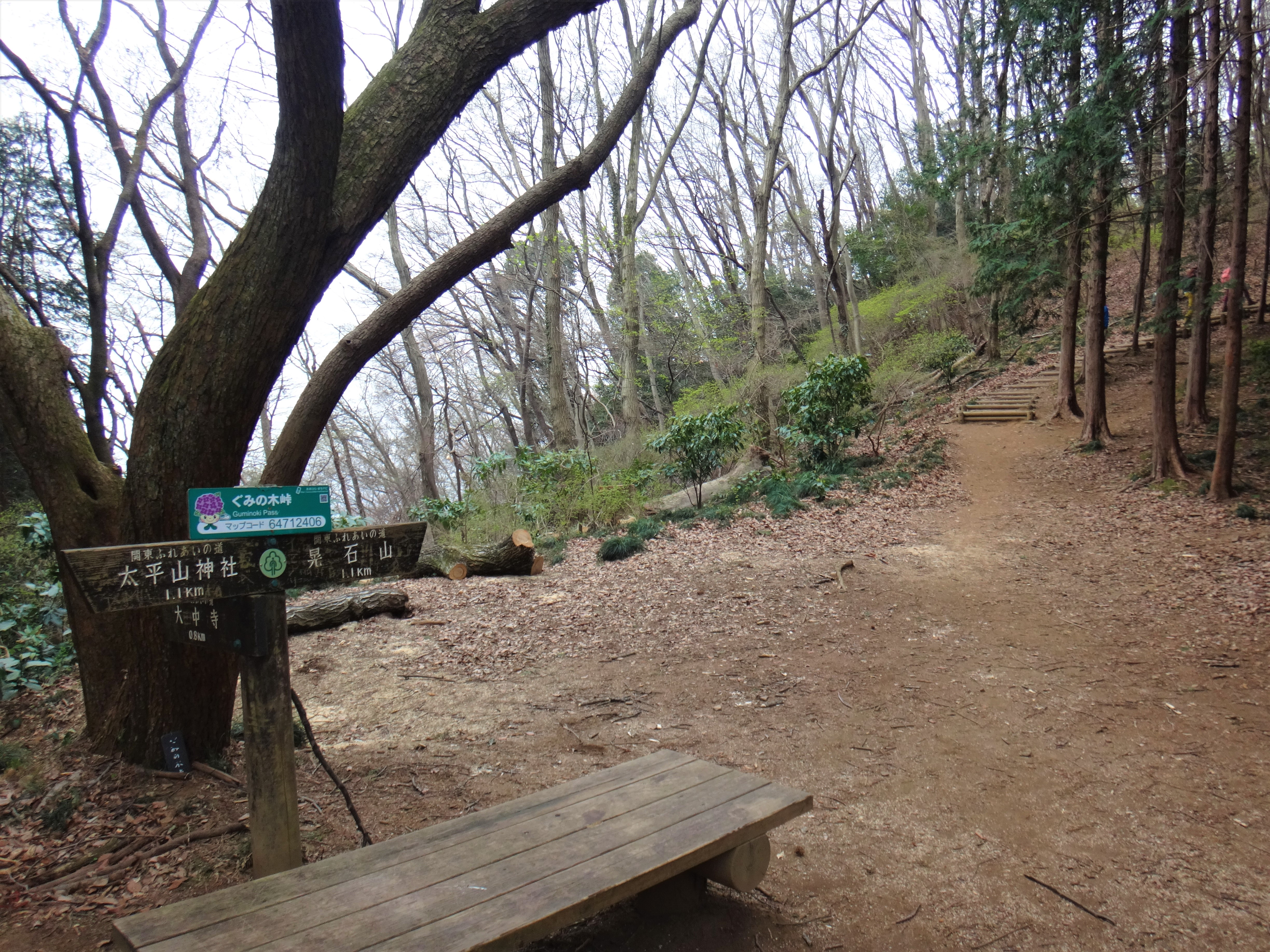
ぐみの木峠
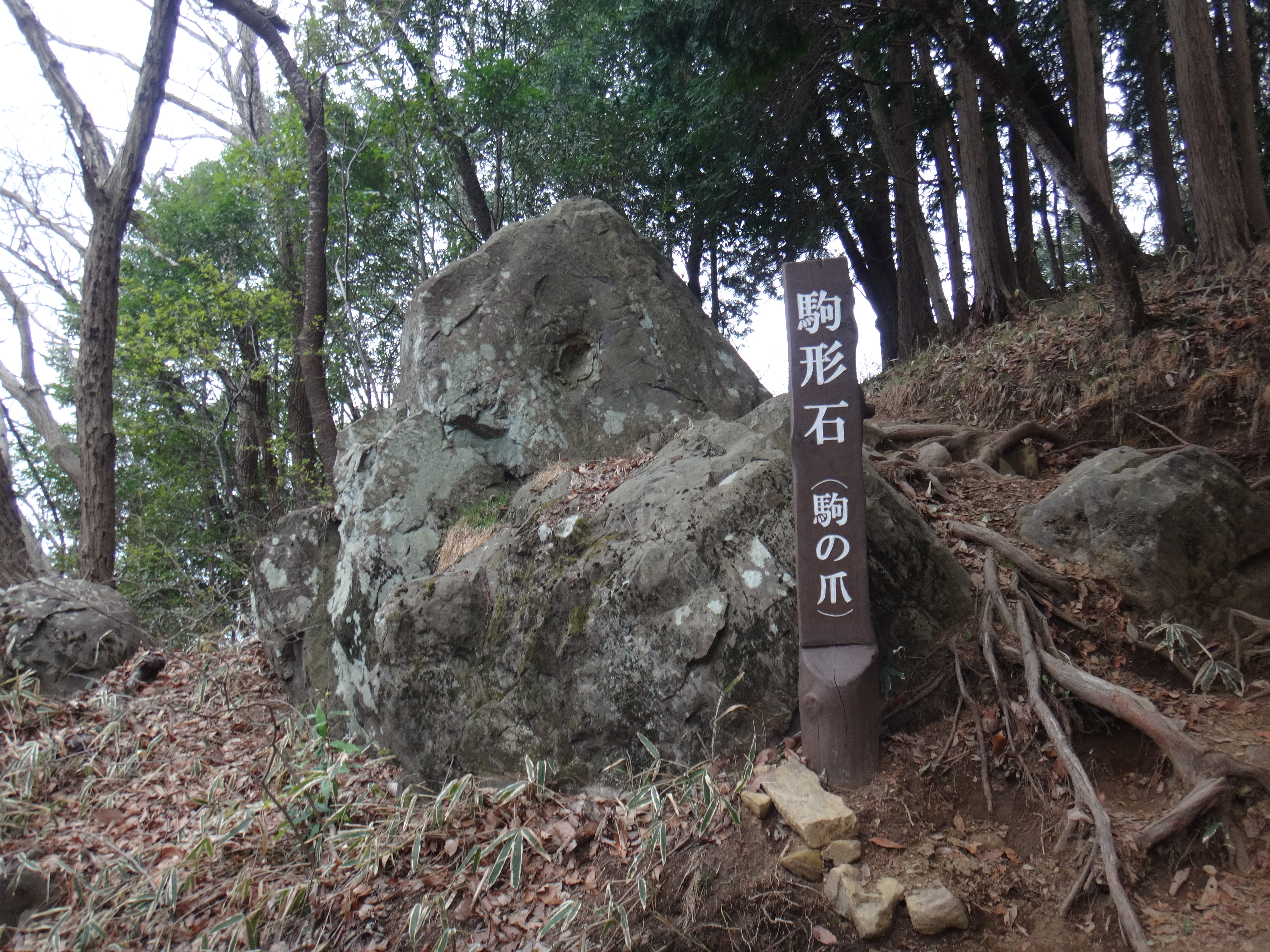
駒形石（駒の爪）
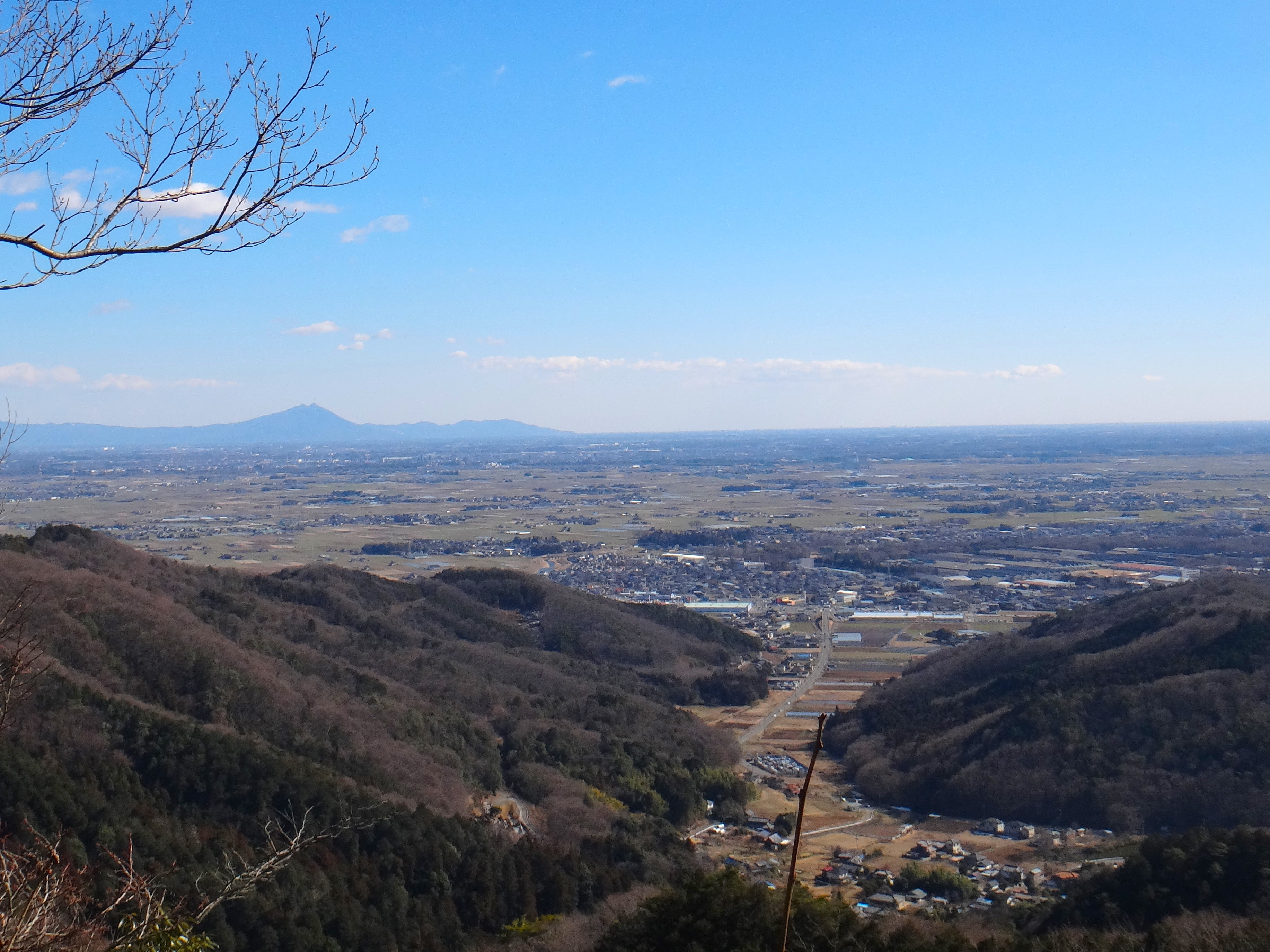
晃石山からの筑波山
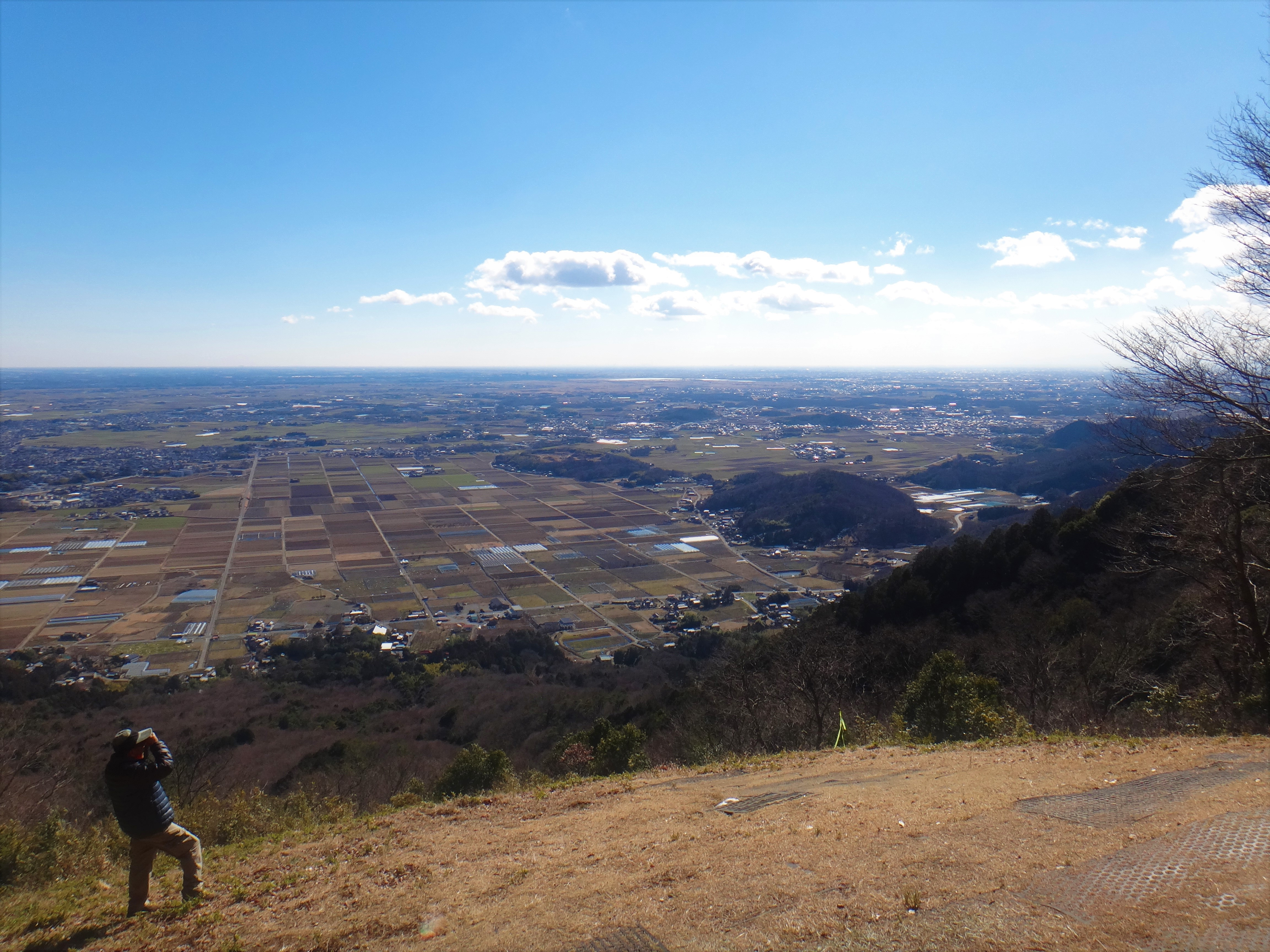
太平山パラグライダー場
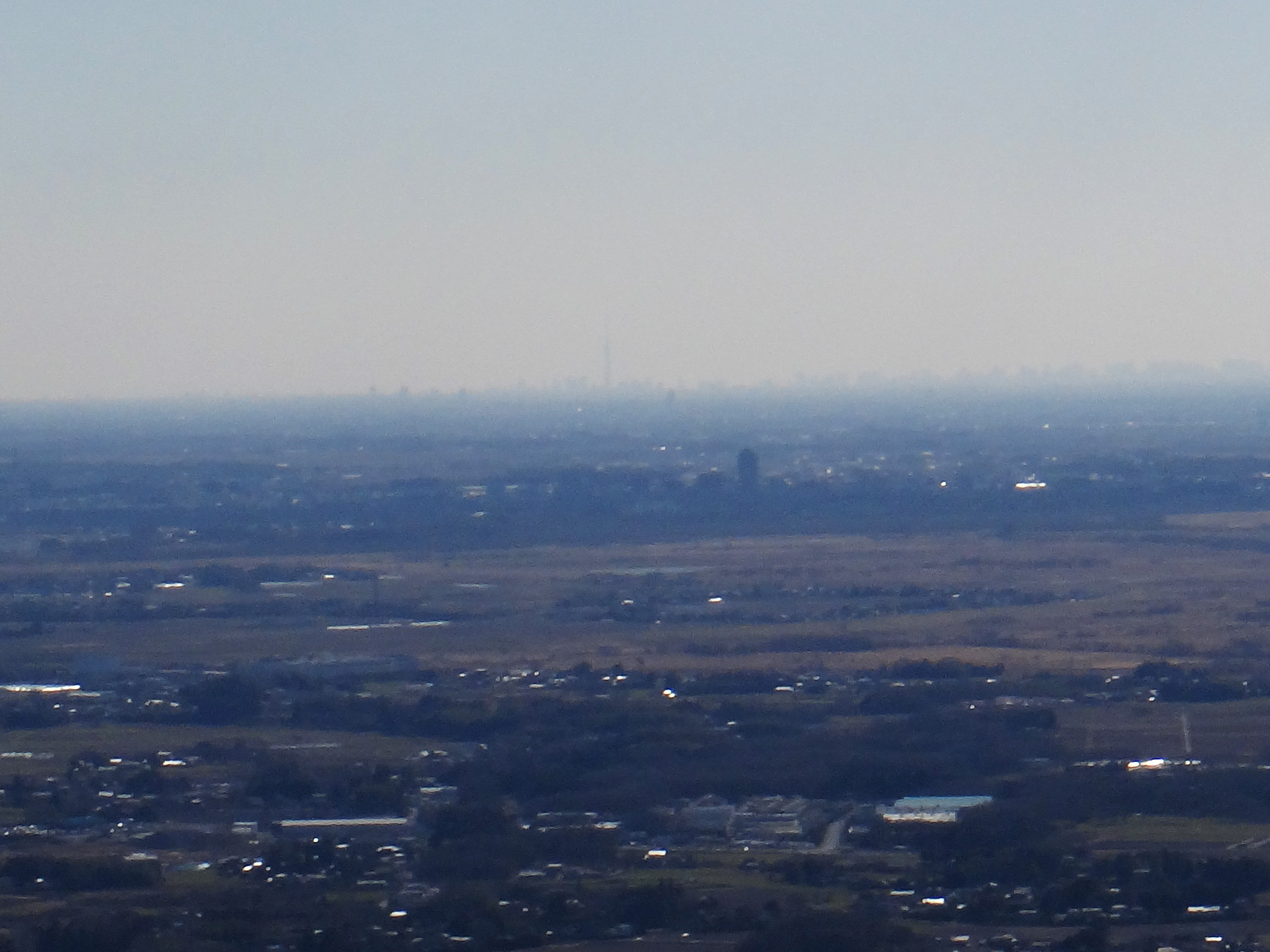
東京スカイツリー方面の眺め
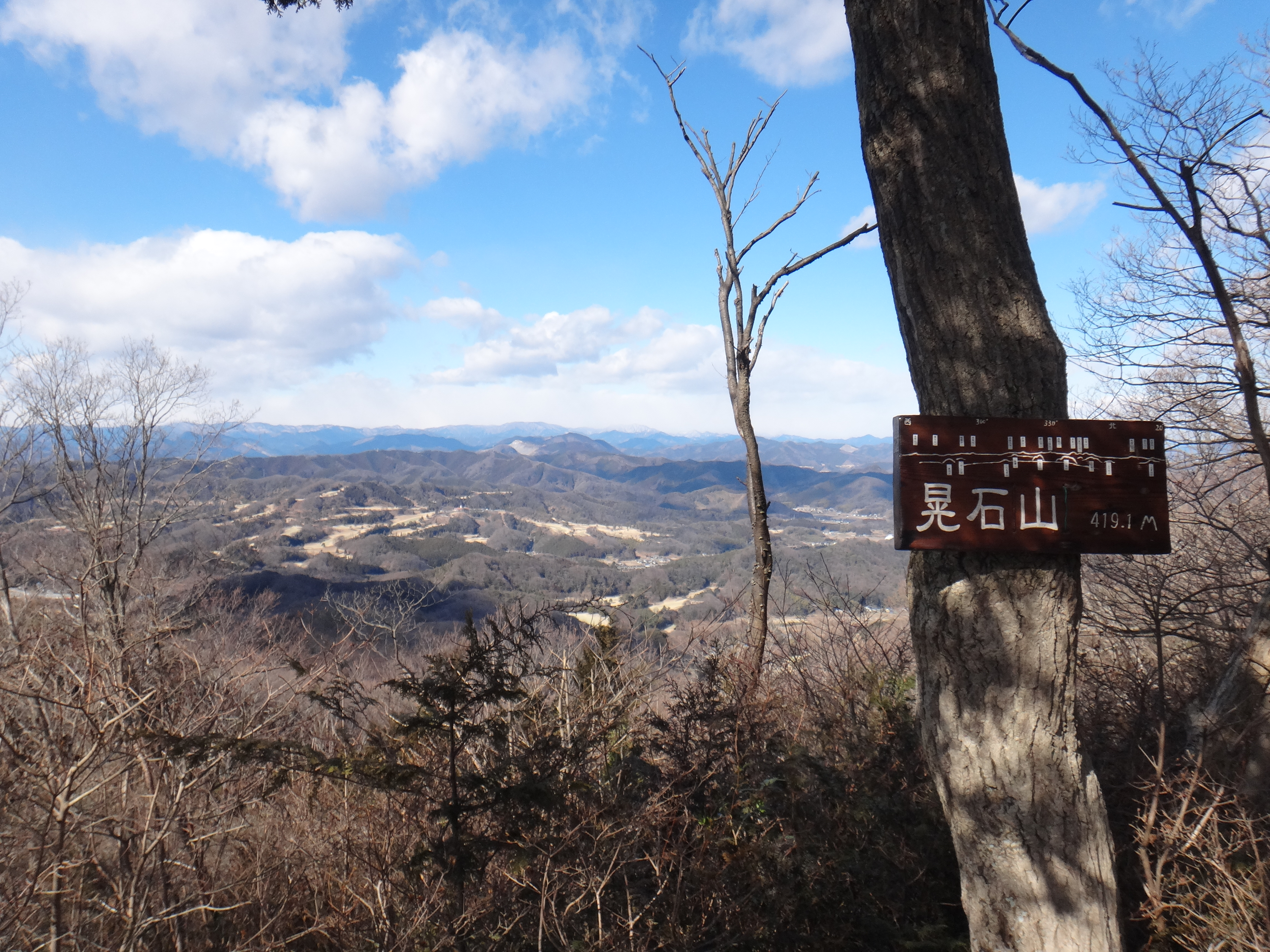
晃石山から北面のゴルフ場
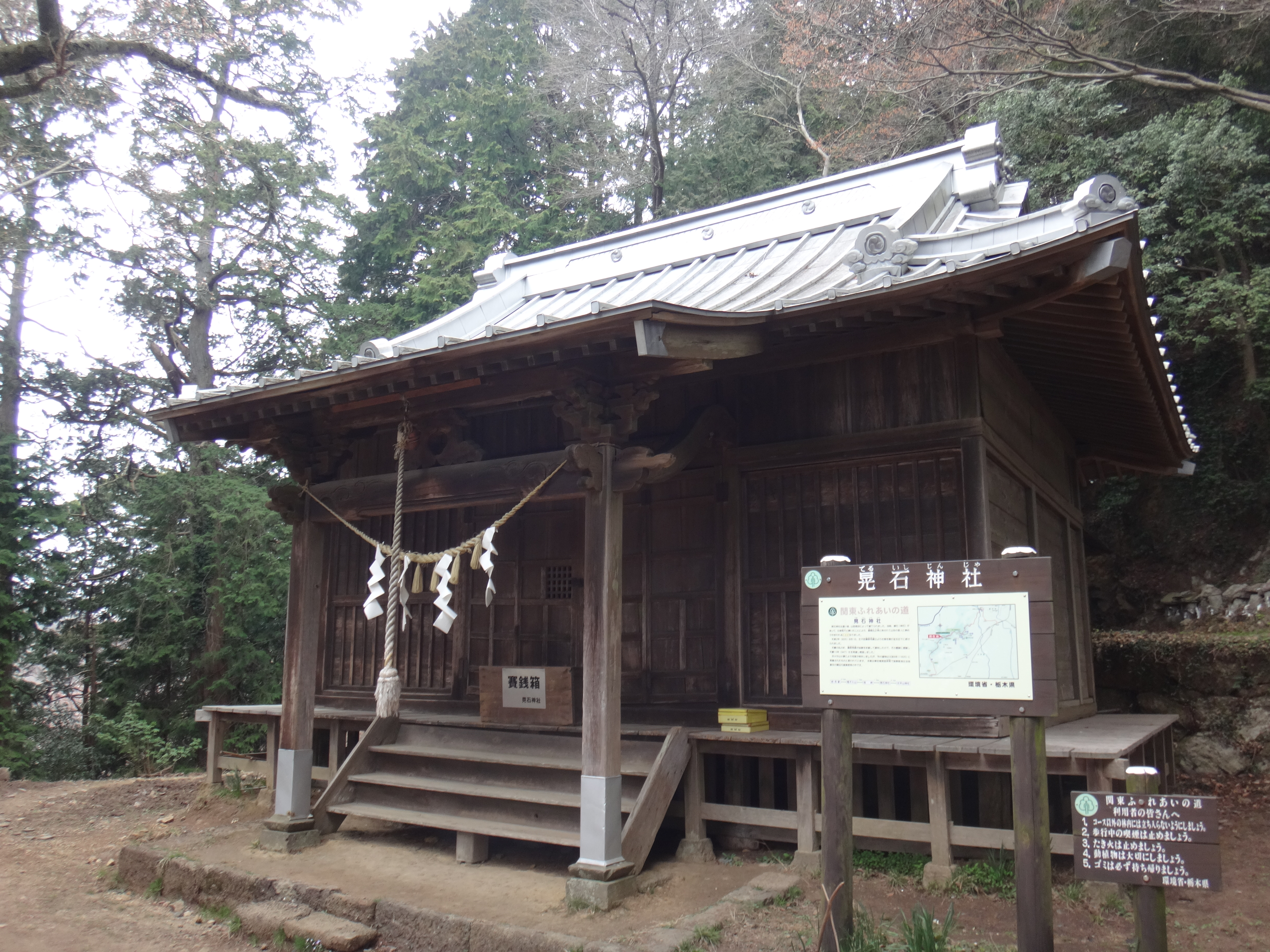
山頂直下の晃石神社
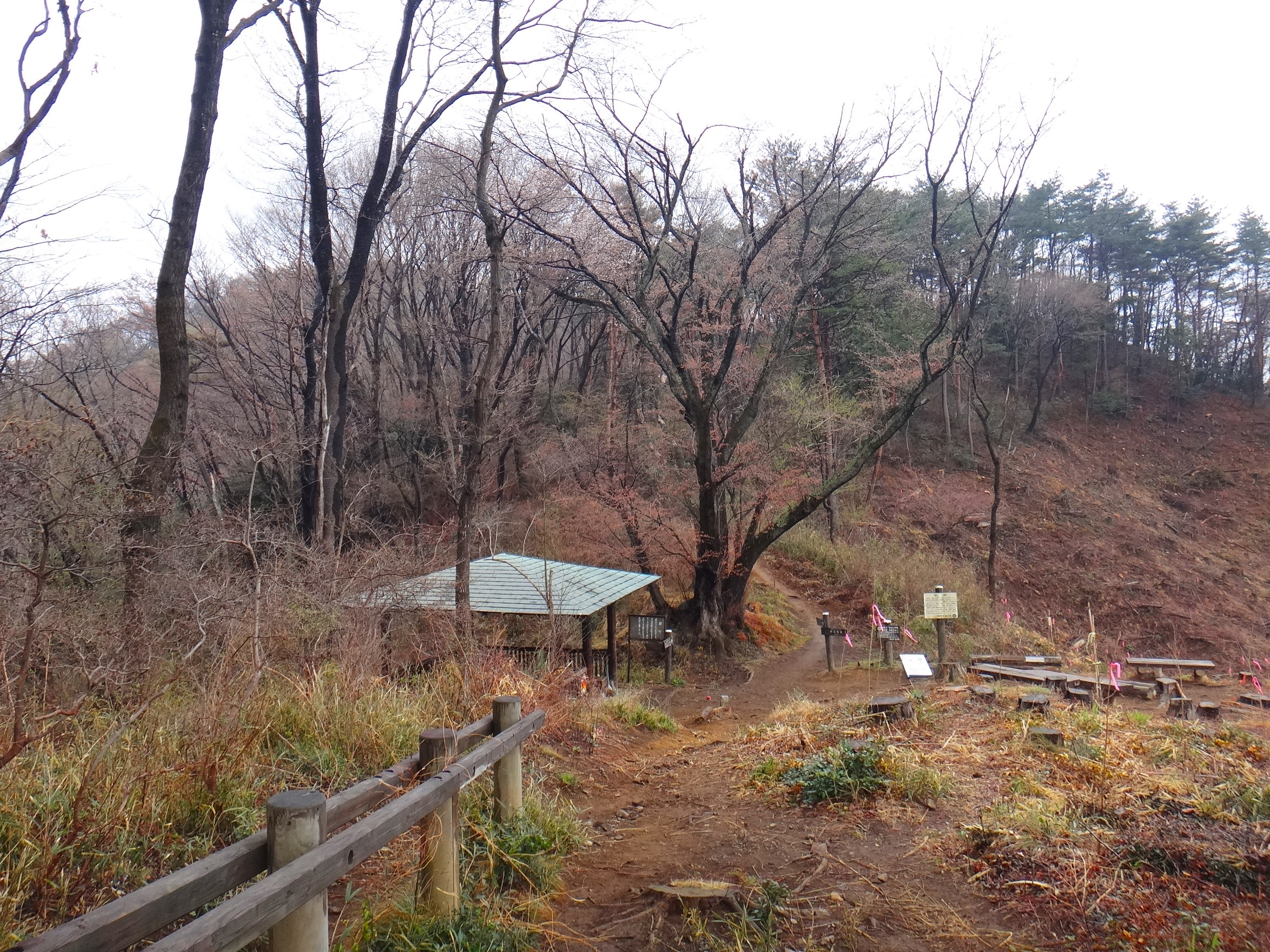
桜峠
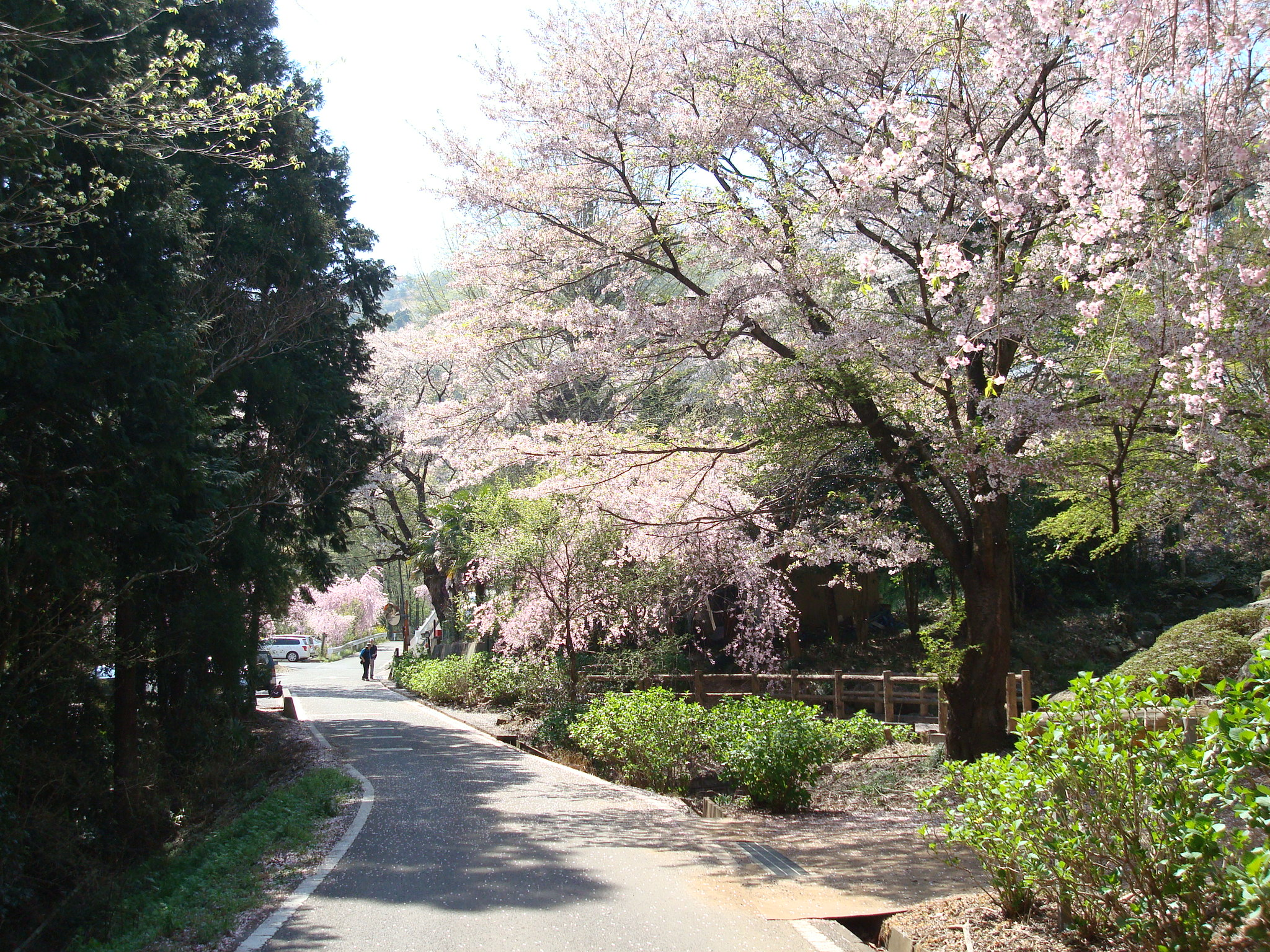
晃石山麓の清水寺の桜

## 交通
- JR両毛線「大平下駅」下車、徒歩
- 東武日光線「新大平下駅」下車、徒歩